# The Artistry of Lars Gullin
The Artistry of Lars Gullin från 1958 är ett musikalbum av Lars Gullin utgivet i en numrerad upplaga av 1000 exemplar. Låtarna är inspelade i Stockholm 1958.
Albumet återutgavs 2004 på cd med ytterligare fem spår från 1957, då med titeln Fine Together: The Artistry of Lars Gullin.

## Låtlista
Musiken är skriven av Lars Gullin om inget annat anges.

### Sida A
1. Fine Together – 4:08
2. Everything Happens to Me (Matt Dennis/Tom Adair) – 3:31
3. The Knob – 5:56
4. Good Day to You – 3:01
5. The Flight – 5:59

### Sida B
1. A Night in Tunisia (Dizzy Gillespie/Frank Paparelli) – 3:58
2. My Old Flame (Arthur Johnston/Sam Coslow) – 4:37
3. Icarus on the Moon – 6:02
4. The Song Is You (Jerome Kern/Oscar Hammerstein) – 2:57
5. Aestetic Lady – 4:45

## Inspelningsdata
Inspelad i Stockholm 1958
21 januari – spår A1, A4, B1
26 mars – spår A5, B5
11 april – spår B3
16 april – spår A2, A3, B4
22 maj – spår B2

## Medverkande
Lars Gullins Orkester (spår A1, A4, B1)
- Lars Gullin – barytonsax
- Claes-Göran Fagerstedt – piano
- Torbjörn Hultcrantz – bas
- Sune Spångberg – trummor
- Gana M'Bow – bongotrummor (spår B1)

Lars Gullins Orkester (spår A5, B5)
- Lars Gullin – barytonsax
- Jan Allan – trumpet
- Arnold Johansson – ventilbasun
- Rolf Billberg – altsax
- Rune Falk – barytonsax
- Lasse Bagge – piano
- Lars Pettersson – bas
- Sune Spångberg – trummor

Lars Gullin Quintet (spår A2, A3, B3, B4)
- Lars Gullin – barytonsax
- Jan Allan – trumpet
- Rune Gustafsson – gitarr
- Claes Lindroth – bas
- Sune Spångberg – trummor

Lars Gullin Duo (spår B2)
- Lars Gullin – barytonsax
- Rolf Billberg – altsax